# 孙建国 (1956年)
孙建国（1956年10月20日—），生于辽宁省丹东市，原籍湖北省汉川市。长春科技大学（后并入长春大学）地球物理系教授、吉林大学地球探测与信息技术学科特聘教授、博士生导师，研究领域为波动理论与成像技术、地震资料处理方法与解释技术等。中华人民共和国教育部第二批“长江学者”特聘教授。承担“863”等多个重点学术科研项目，中国石油学会、中国地球物理学等多个学会会员，《世界地质》、《工程地球物理学报》、《地球科学与环境学报》、《地球物理学报》等多个期刊编委，出版《岩石物理学基础》，发表数百篇论文，获得多个奖项。

## 生平
1972年12月1日在原黑龙江省地质局第二地质大队工作；
1978年7月毕业于长春地质学院（后为长春大学）地球物理勘探系金属与非金属地球物理勘探专业；后就读于同系电法勘探专业，1981年12月获工学硕士学位；
1991年2月获克劳斯塔尔工业大学地球物理研究所自然科学博士学位，1991年3月至1997年2月先后在同一研究所和汉堡大学地球物理研究所从事博士后研究工作；
1997年3月起，在长春科技大学（后并入长春大学）地球物理系工作；现任吉林大学教授、博士生导师。